# Gnome Subtitles
Gnome Subtitles é um editor de legendas de código aberto para o ambiente
desktop GNOME. Suporta os formatos de legenda mais comuns, pré-visualização de vídeo, sincronização de tempos e tradução de legendas. A versão actual é a 1.7.
É disponibilizado como software livre sob a licença GNU General Public License.

## Características
Gnome Subtitles suporta formatos populares de legendas, como o SubStation Alpha (e também Advanced SubStation Alpha), SubRip e MicroDVD.
Tem uma interface gráfica WYSIWYG, suportando estilos (negrito, itálico e sublinhado) e operações de desfazer/refazer. O Gnome Subtitles pode também realizar ajustes de tempos, editar cabeçalhos para vários formatos de legendas e detectar automaticamente a sua codificação.
Aplicações semelhantes incluem: Jubler, Subtitle Editor, Gaupol, etc.